# Volodymyr Kaplytsjnyj
Volodymyr Kaplytsjnyj (Oekraïens: Володи́мир Олекса́ндрович Капли́чний, Russisch:  Владимир Александрович Капличный Vladimir Kaplitsjny) (Kamjanets-Podilsky, 26 februari 1944 - Kiev, 19 april 2004) was voetballer en trainer uit de Sovjet-Unie, die van Oekraïense afkomst was. Ten tijde van zijn bekendheid werd zijn naam nog in het Russisch geschreven.

## Biografie
Hij begon zijn carrière bij enkele kleine clubs en maakte dan de overstap naar CSKA Moskou. In 1970 veroverde hij de landstitel met de club. Hij nam als international deel aan het EK 1968 en 1972 en aan het WK 1970. In 1972 veroverde hij met zijn team een bronzen medaille op de Olympische Spelen.